# Ivica Radić
Ivica Radić (ur. 8 września 1990 w Splice) – chorwacki koszykarz występujący na pozycjach silnego skrzydłowego oraz środkowego, obecnie zawodnik Trefla Sopot.
3 września 2019 zawarł kontrakt ze Stelmetem BC Zielona Góra.
9 lipca 2020 został zawodnikiem Anwilu Włocławek. 15 listopada 2022 dołączył do Trefla Sopot.

## Osiągnięcia
Stan na 20 lutego 2023, na podstawie, o ile nie zaznaczono inaczej.
Drużynowe
- Mistrz Polski (2020)
- Wicemistrz Portugalii (2016)
- Brąz ligi belgijskiej (2019)
- Zdobywca:
  - pucharu:
    - Portugalii (2016)
    - Polski (2023)[5]

  - Superpucharu Portugalii (2015)
  - António Pratas Trophy (2016)
- Finalista:
  - Superpucharu Polski (2020)[6]
  - pucharu ligi portugalskiej (2016)

Indywidualne
- Zaliczony do I składu kolejki EBL (19 – 2022/2023)[7]
- Lider EBL w zbiórkach (2021 – 9,1)[8]